# Segasa
Sega.S.A Sonic registrada como (Sega.S.A) Servicios Games Sociedad Anónima es una compañía dedicata al sector de máquinas recreativas y de azar que se integró en España, establecida por los accionistas de Sega Enterprises, el 25 de marzo de 1968. 
Esta, duró hasta su disolución en 2006, constituida por Bertram Leroy Siegel como MD, bajo la dirección de Eduardo Morales Hermo, como director de Marketing primero, vicepresidente y CEO, quien adquirió la compañía de los accionistas originales Martin Bromley, Richard Stewart & Raymond Lemaire en 1994. En 1972, la empresa fue pionera en la importación de juegos arcade y pinball a Europa, comenzando con Pong, seguido de Space Invaders, Galaxian y Asteroids. Fabricaron máquinas de pinball entre 1972 y 1986. Primero importaron máquinas de pinball estadounidenses durante los años sesenta y setenta y más tarde decidieron fabricar las suyas propias. Sus máquinas de pinball de mayor éxito se produjeron bajo la marca SONIC. 
En 1973 la empresa se trasladó a unas nuevas instalaciones de mayor dimensión ubicadas en Parla, pasando a estar registrada como Sega.S.A Sonic, aunque comercialmente se sigue utilizando el nombre Segasa.

## Maquinas Pinball
- Cannes (1976)
- Casino Royale (1976)
- Faces (1976)
- Joker’s Wild (1977)
- Mars Trek (1977)
- Mónaco (1977)
- Prospector (1977)
- Super Straight (1977)
- Bird Man (1978)
- Butterfly (1978)
- Cherry Bell (1978)
- Chorus Line (1978)
- Jai Alai (1978)
- Space Queen (1979)
- Storm (1979)
- Third World (1979)
- Night Fever (1979)[3]

### Importadas (Williams)
- Jubilee (1973)
- Casbah (1973)
- Darling (1973)
- Gulfstream (1973)
- Spanish Eyes (1973)
- Super Star (1973)
- Travel Time (1973)
- Astro Flite (1974)
- Dealer’s Choice (1974)
- Triple Action (1974)
- Baby Doll (1975)
- Big Ben (1975)
- Lucky Ace (1975)
- Star-Flite (1975)